# 디마켓
디마켓은 게임 아이템 중개 거래 기술 및 서비스 제공 업체이다. 게이머들이 게임 아이템을 사고팔고 교환할 수 있으며, 게임 개발자들도 거래 수수료를 통해 이윤을 얻을 수 있는 플랫폼이다. 캘리포니아주 산타모니카에 본사를 두고 있고, 우크라이나의 키예프와 영국 런던에 사무실이 있다.

## 역사
디마켓은 2017년 5월 블라드 판첸코가 설립했다. 블라드 판첸코는 디지털 게임 유통 회사 썬테크 소프트 유한회사 및 월드 오브 게임즈(글로벌 게임즈) 및 두 번째로 큰 가상화폐 거래사이트인 스킨스.캐시(Skins.Cash)를 소유하고 있다. 다른 공동설립자로는 나투스 빈체레(Na’ Vi) 게임단의 전 CEO인 알렉산더 꼬카노프스키(Alexander Kokhanovsky)와 타라마 슬라노바(Tamara Slanova)가 있다.

디마켓은 2017년 8월과 11월에 있었던 2번의  ICO에서 1,900만 달러 이상을 유치하는 데 성공했다. 첫번째 모금에서는 판매 시작 17분만에 1차 소프트 캡(최소 모금액 목표)인 1,000만 달러를 달성했다.

디마켓은 캘리포니아에 본사를 두고 있으며, 초창기에는 블록체인을 중점적으로 다루는 하이브리드 헤지펀드이자 벤처 펀드인 판테라 캐피탈(Pantera Capita)과 벤쳐 투자 그룹인 그로우스업(GrowthUP) 설립자인 데니스 도프고폴리(Denis Dovgopoliy)에게서 투자를 받았다.
알파 버전의 디마켓 플랫폼은 2017년 10월에 출시되었다. 완전판 버전은 2018년 3월 발표되었는데, 디지털 배급 회사인 스트림(Stream)의 플랫폼을 이용했고, 사용자가 카운터-스트라이크: 글로벌 오펜시브 및 도타 2와 같은 유명 게임의 아이템을 매매하고 수집할 수 있었다.
2018년 3월, 디마켓은 유니티 (게임 엔진)과 파트너 계약을 맺고 디마켓과의 통합 서비스를 위한 SDK 개발에 들어갔다. 또한 디마켓은 게임 개발자 회의에서 블록체인과 게임에 관한 토론을 주최하기도 했다. 

2018년 4월, 안드로이드용 디마켓 블록체인 월렛을 출시하여 사용자가 자신의 자금과 게임 아이템, 그리고 모바일에서 수집가능한 디지털 자산을 맡기고 관리할 수 있도록 했다. 2018년 6월에는 iOS 앱도 출시되었다. 

2018년 8월, 디마켓은 유니티 (게임 엔진)을 위한 디마켓의 통합 SDK를 발표했다. 

2018년 10월, 디마켓은 런던에 사무실을 열었다. 런던 사무실은 디마켓의 3번째 지점으로, 이곳 외에 미국 캘리포니아주 산타모니카에 본사를 두고 있고 우크라이나의 키예프에도 사무실이 있다. 또한 2018년 10월 말, 디마켓은 게임내 결제 솔루션 제공업체인 엑솔라와 전략적 제휴를 맺었다. 

2018년 11월 기준으로, 디마켓 플랫폼은 일차적으로 영어로 서비스되고 있으며, 영어 외에도 독일어, 스페인어, 러시아어, 포르투갈어, 프랑스어, 한국어, 폴란드어, 터키어 8개 국어로 이용할 수 있다.

## 개념
디마켓은 개발자에게 게임 아이템 거래에 따른 수익 창출 모델을 제공한다. 디마켓의 기술과 플랫폼을 이용하여, 개발자는 플레이어에게 디지털 게임 아이템을 팔 수 있고, 플레이어들끼리 아이템을 거래하도록 할 수 있다. 개발자는 이러한 각각의 거래에서 거래 수수료를 통해 수익을 올리게 된다. 게이머들은 이 플랫폼에서 가상의 게임 자산을 실물 화폐로 바꿀 수 있고, 서로 다른 게임 간 아이템 거래도 가능하다. 비슷한 개념의 온라인 서비스 업체들로는 왁스(WAX), 빗길드(BitGuild) 등이 있다.

## 플랫폼의 기능
디마켓 플랫폼의 사용자는 디마켓의 API 혹은 밸브 사의 소프트웨어인 스트림을 통한 플랫폼으로 연결된 비디오 게임에서 얻은 디지털 자산(Digital asset)의 거래에 관여하게 된다. 이 플랫폼은 블록체인 기술에 기반하며, 사용자간 게임 아이템 거래는 디마켓 블록체인에 등록된다. 개발자는 디마켓 API 혹은 유니티 애셋 스토어에서 구할 수 있는 디마켓 통합 SDK를 통해 자신의 게임을 디마켓에 연결할 수 있다. 한 번 연결이 완료되면, 개발자는 자신의 게임내 아이템을 디마켓에서 거래시킬 수 있게 된다. 매매가 안전하게 이루어질 수 있도록 거래내역이 디마켓 블록체인에 등록된다.

## 같이 보기
- 초기 코인 공개